# Chiesa di San Giusto Martire (Lestizza)
La chiesa di San Giusto Martire è la parrocchiale di Villacaccia, in provincia ed arcidiocesi di Udine; fa parte della forania del Friuli Centrale.

## Storia

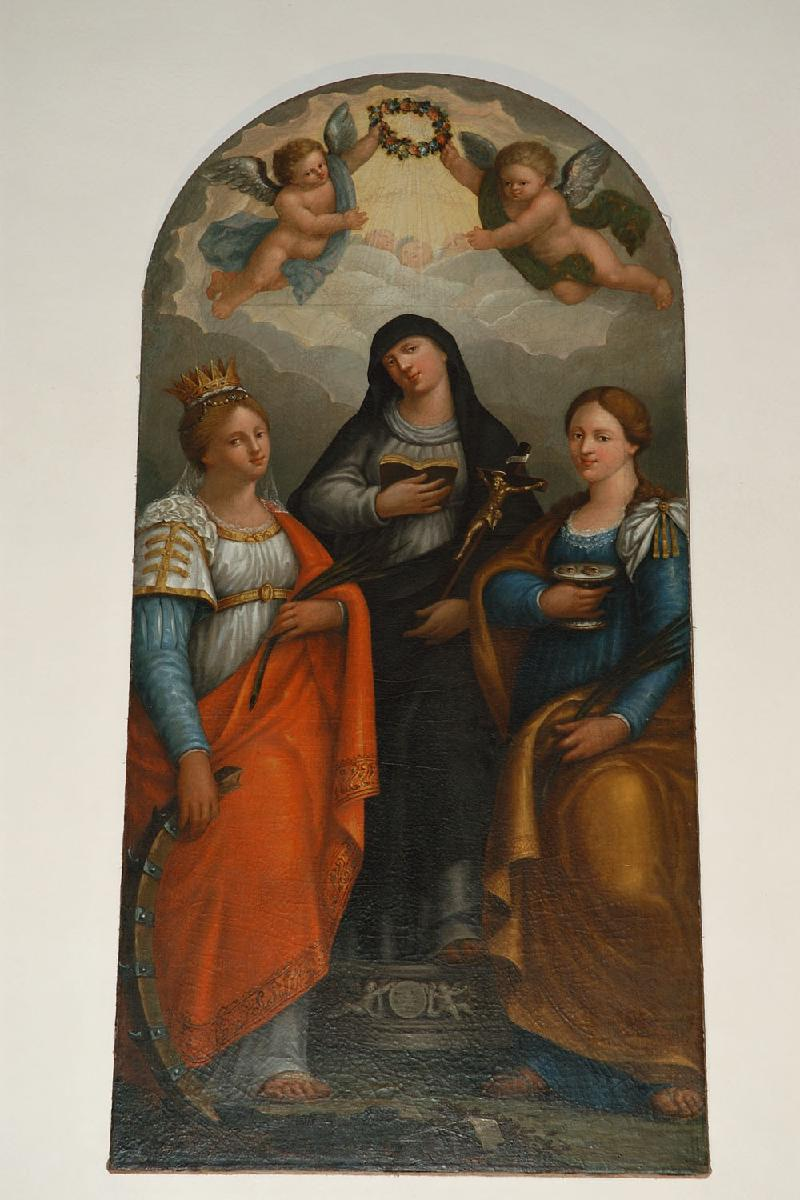
Domenico Paghini, Sante Caterina d'Alessandria, Brigida e Lucia

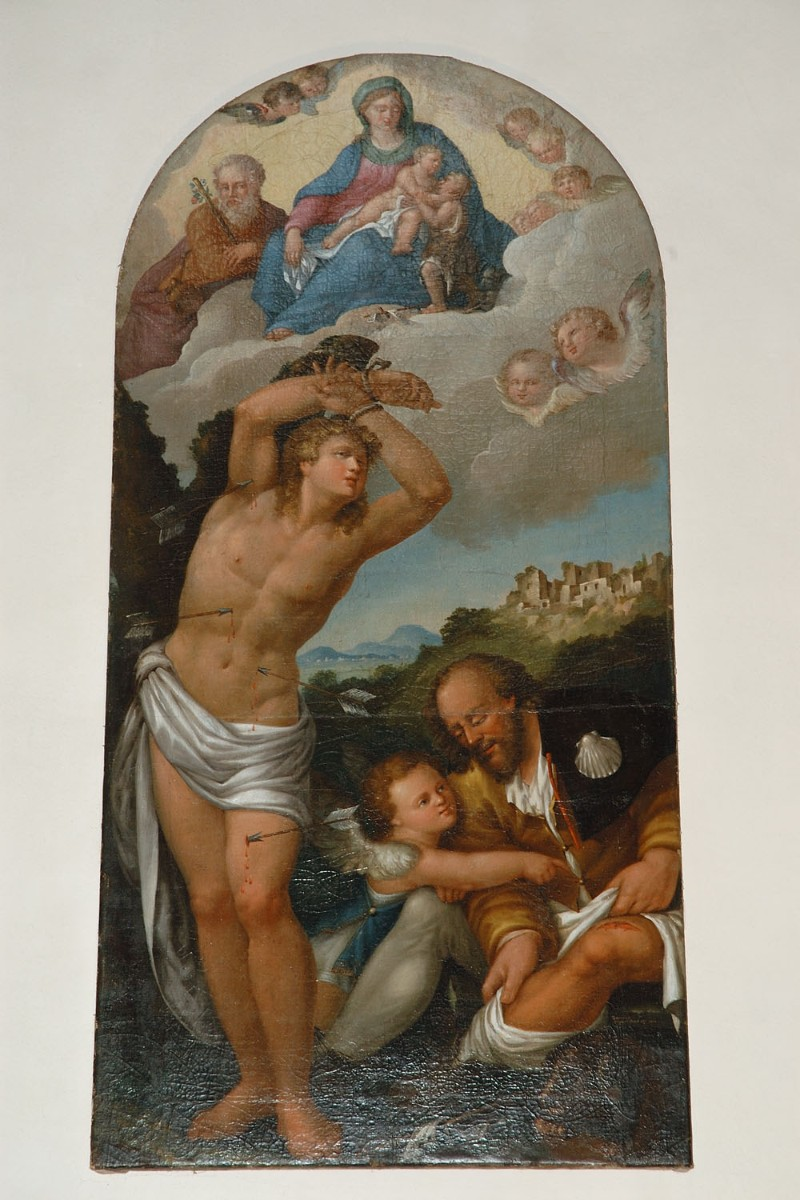
Domenico Paghini, Madonna con Bambino e San Giovannino, San Giuseppe, San Sebastiano e San Rocco

La prima citazione di una chiesa a Villacaccia risale al 1334, quando venne affidata al capitolo della pieve di Udine.
In seguito all'aumento della popolazione, si rese necessario costruire una chiesa più capiente. L'attuale parrocchiale venne edificata, infatti, tra la fine del Quattrocento e l'inizio del Cinquecento. La chiesa fu consacrata nel 1571. Nel 1796 l'edificio venne ristrutturato, ampliato e riconsacrato.

## Interno
All'interno due pale d'altare, dipinte da Domenico Paghini nel 1821: una raffigurante le Sante Caterina d'Alessandria, Brigida e Lucia, l'altra la Madonna con Bambino e San Giovannino, San Giuseppe, San Sebastiano e San Rocco (quest'ultima figura è copia dell'analogo soggetto dipinto dal Pordenone nella chiesa di San Giovanni Elemosinario a Venezia).